# Maria Petrescu
Maria Petrescu (n. 30 iunie 1932, Șugag, județul Alba) este un doctor inginer metalurgist român, profesor și conducător de doctorate în cadrul învățământului superior la Universitatea Politehnica București, Facultatea de Știința și Ingineria Materialelor, catedra Metalurgie fizică.

## Activitate
A absolvit cursurile liceale la „Liceul Domnița Ileana” din Sibiu în 1951, apoi a urmat Facultatea de Metalurgie la Institutul Politehnic București, pe care a absolvit-o în 1956. A obținut titlul de doctor inginer la Institutul Politehnic București în 1971. A făcut specializări la Institutul de Fizică Tehnică al Academiei din Ungaria (1960), la Universitățile din Trondheim și Oslo, Centrul de cercetări de la Nordisk Aluminium din Holmestrand, Norvegia (1980), Institut National Polytechnique de Grenoble, Franța (1991) și Ecole des Mines de Nancy, Franța (1991).